# Melitaea isarcica
Melitaea isarcica är en fjärilsart som beskrevs av Ruggero Verity 1931. Melitaea isarcica ingår i släktet Melitaea och familjen praktfjärilar. Inga underarter finns listade i Catalogue of Life.